# Schoharie (Nowy Jork)
Schoharie – miasto w Stanach Zjednoczonych, w stanie Nowy Jork, w hrabstwie Schoharie.